# Otitoma cyclophora
Otitoma cyclophora é uma espécie de gastrópode do gênero Otitoma, pertencente a família Pseudomelatomidae.